# Galen Rowell
Galen Avery Rowell (n. 23 august 1940, Oakland, California, SUA – d. 11 august 2002, Bishop⁠(d), California, SUA) a fost un fotograf și alpinist american. Născut în Oakland, California, el a devenit fotograf în 1972.

## Tinerețe și educație
Galen Rowell a pătruns în lumea sălbăticiei la o vârstă foarte fragedă și a început alpinismul la vârsta de zece ani. Timp de 52 de ani, el a escaladat munții și a explorat sălbăticia. A început să fotografieze în excursiile din sălbăticie pentru a putea împărtăși experiențele sale cu prietenii și familia. După ce a absolvit liceul Berkeley din California în 1958, el a rămas să studieze fizica la Universitatea din California, dar a renunțat după patru ani, ca să-și continue dragostea pentru alpinism. El nu a fost niciodată calificat în mod oficial ca fotograf.

## Carieră
În 1972 Rowell și-a vândut micile afaceri auto și a devenit un fotograf. În termen de un an, el a încheiat prima sa misiune importantă, un articol de primă pagină pentru National Geographic. Povestea, inițiată original prin intermediul unei invitații din partea fotografului Dewitt Jones să-l ajute la o misiune, a apărut atunci când Jones a fost chemat și Rowell a propus o cățărare pe Half Dome din Parcul Național Yosemite, întrucât a documentat pe cont propriu. Atunci când, National Geographic a primit fotografiile, ei au decis să facă separat povestea lui Jones de a ce a lui Rowell. Astfel, Rowell și-a început povestea sa. El a inițiat un nou tip de fotografie în care el nu a fost doar un observator, dar el însuși s-a considerat un participant la scenele pe care le-a fotografiat - el a considerat peisajul parte din aventură, și aventura, parte din peisaj. 
El a câștigat Premiul Ansel Adams pentru Conservarea Fotografiei în 1984. El a avut numeroase misiuni fotografice pentru Life, National Geographic, Outdoor Photographer și diverse alte publicații. Rowell a fost, de asemenea, un scriitor foarte apreciat pe subiecte variind de la fotografie, problemele umanitare și de mediu, cogniții vizuale umane, și alpinism, publicarea numeroaselor articole din reviste și optsprezece cărți din timpul vieții sale. Cartea sa In the Throne Room of the Mountain Gods despre istoria alpinismului pe K2 (1977) este considerată un clasic al literaturii alpinismului, iar în cartea Mountain Light: In Search of the Dynamic Landscape din 1986, este una dintre cele mai bune vândute cărți cum să fotografiezi din toate timpurile. De asemenea, Rowell a fost un susținător dedicat cauzelor în care credea și a lucrat în cadrul numeroaselor consilii și organizații variind de la Comitetul celor 100 pentru Tibet la World Wide Fund for Nature.
Rowell a fost deosebit de dornic de a căuta și fotografierea fenomenelor optice din natură. El s-a referit la fotografiile sale de peisaj ca „peisaje dinamice”, datorită celor doi factori, schimbarea rapidă a luminii și a condițiilor în natură și urmărirea sa energetică din cea mai bună poziție a camerei la momentul optim. Rowell a scris despre cercetarea acestor imagini în cărțile sale Mountain Light (1986), Galen Rowell's Vision (1993) și Inner Game of Outdoor Photography (2001). El s-a îmbarcat într-o expediție ce avea ca scop fotografierea unei furtuni, care era urmărită de meteorologul și fotograful Alan Moller. Întoarcerea din fatala călătorie, a dus la moartea sa.
O carte retrospectivă importantă asupra vieții sale, carierei și impactului asupra diferitelor lumi a fost publicată de Sierra Club Books.

### Tehnice fotografice și echipament
Din 1968, el a folosit aparatul Nikon 35mm și lentile aproape exclusiv pentru siguranța și portabilitatea acestora. Principala sa alegere mass-media a fost diafilmul, începând cu Kodachrome în anii 1970 și 1980 și Fuji Velvia în urma introducerii sale în 1990.  
Rowell a conceput o abordare tehnică a extinderii gamei dinamice de a fi captată pe film. El a dezvoltat un set de filtre cu densitate neutră gradată ce au fost produse de Singh-Ray, un producător de filtre. Acestea au fost vândute sub denumirea sa și a devenit un standard pentru distribuirea scenelor cu contrast ridicat.
Galen Rowell, de asemenea, a stăpânit tehnica de utilizare a balansului de lumină, ceea ce i-a permis să lumineze cele mai adânci umbre, într-un mod subtil pentru a se potrivi relativ cu gama dinamică îngustă de film color inversară.

## Moarte
Rowell, soția sa Barbara Cushman Rowell, pilotul Tom Reid și prietenul lui Carol McAffee au murit într-un accident de avion în Inyo County lângă Aeroportul Regional Sierra de Est, în Bishop, California, pe data de 11 august 2002. Soții Rowell se întorceau de la un workshop de fotografie din Alaska și se îndreptau spre Oakland.

## Alpinism și aventurile realizate
- Mai mult de 100 de cățărări în tehnice de alpinism în Sierra Nevada.
- Prima zi de alpinism din Denali (în care aparatul său de fotografiat a înghețat).
- Prima circumnavigație de ski din Denali.
- Prima zi de alpinism din Kilimanjaro.
- Prima cățărare de pe muntele Trango Tower din Pakistan
- A doua cățărare pe vârful Amne Machin în 1981 cu Harold Knutsen și Kim Schmitz, raportând altitudinea de 20.610 ‘.
- Prima cățărare din Cholatse, cel mai mare vârf din regiunea Everest.
- Primele cățărări a numeroase vârfuri mai puțin cunoscute, dar provocatoare din întreaga lume, inclusiv Anzi, Alaska, Tibet, Nepal, China, Groelanda etc.
- Cea mai în vârstă persoană care s-a cățărat pe El Capitain din Yosemite într-o singură zi la vârsta de 57 de ani.